# أندرو فيسيلا
أندرو فيسيلا (بالإنجليزية: Andrew Fiscella)‏ مواليد 25 مايو 1966 في الولايات المتحدة، هو ممثل ومنتج أمريكي بدأ مسيرته الفنية سنة 1995.

## الأعمال
- حالة الاتحاد (2005)
- الوظائف الشاغرة (2007) (بدور: ستيفن آر)
- ليلة حفل التخرج (2008)
- مخلوقات مجنحة (2008)
- الوجهة النهائية 4 (2009)
- اللصوص (2010)
- كابوس في شارع إلم (2010)

## روابط خارجية
- أندرو فيسيلا على موقع IMDb (الإنجليزية)
- أندرو فيسيلا على موقع ألو سيني (الفرنسية)
- أندرو فيسيلا على موقع أول موفي (الإنجليزية)
- أندرو فيسيلا على موقع قاعدة بيانات الأفلام السويدية (السويدية)
- أندرو فيسيلا على موقع قاعدة بيانات الفيلم (الإنجليزية)
- أندرو فيسيلا على موقع كينوبويسك (الروسية)